# 부여고등학교
부여고등학교(扶餘高等學校)는 대한민국 충청남도 부여군 부여읍 가탑리에 있는 공립 고등학교이다.

## 학교 연혁
- 1946년 9월 20일 : 3년제 초급 중학교 인가
- 1946년 10월 20일 : 개교
- 1949년 9월 8일 : 6년제 중학교 설립인가
- 1951년 8월 30일 : 고등학교 설립인가
- 1951년 8월 30일 : 문교부 학제 개편으로 중,고 분리
- 1989년 8월 13일 : 카누부 창단
- 1993년 9월 1일 : 기숙사 (청운관) 준공
- 2021년 3월 1일 : AI융합중심고등학교
- 2024년 1월 5일 : 제73회 졸업식
- 2024년 3월 1일 : 제32대 심상주 교장 부임
- 2024년 3월 4일 : 제76회 입학식(입학생143명)

## 참고 자료
- 부여고등학교 - 한국교육학술정보원 학교알리미